# Góry Ōu
Góry Ōu (jap. 奥羽山脈 Ōu-sanmyaku) – łańcuch górski o długości ok. 500 km, znajdujący się w północnej części japońskiej wyspy Honsiu (Honshū), przebiegający przez centralną część regionu Tōhoku. 
W przeszłości góry te stanowiły naturalną granicę pomiędzy dawnymi prowincjami: Mutsu i Dewa.
Najwyższym szczytem gór Ōu jest znajdujący się w ich północnej części Iwate (2041 m), w prefekturze Iwate. 

## Galeria

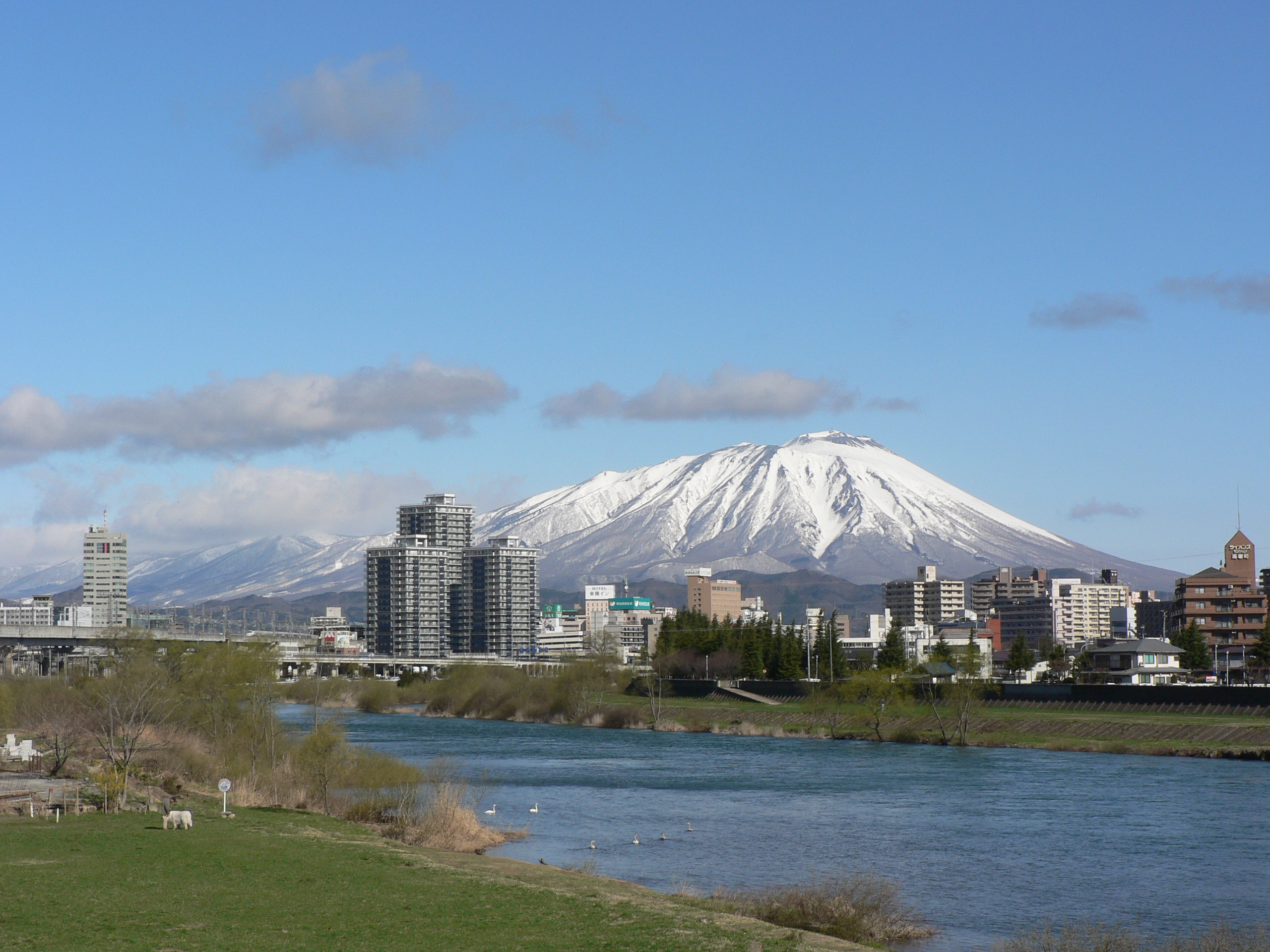
Góra Iwate, miasto Morioka i rzeka Kitakami
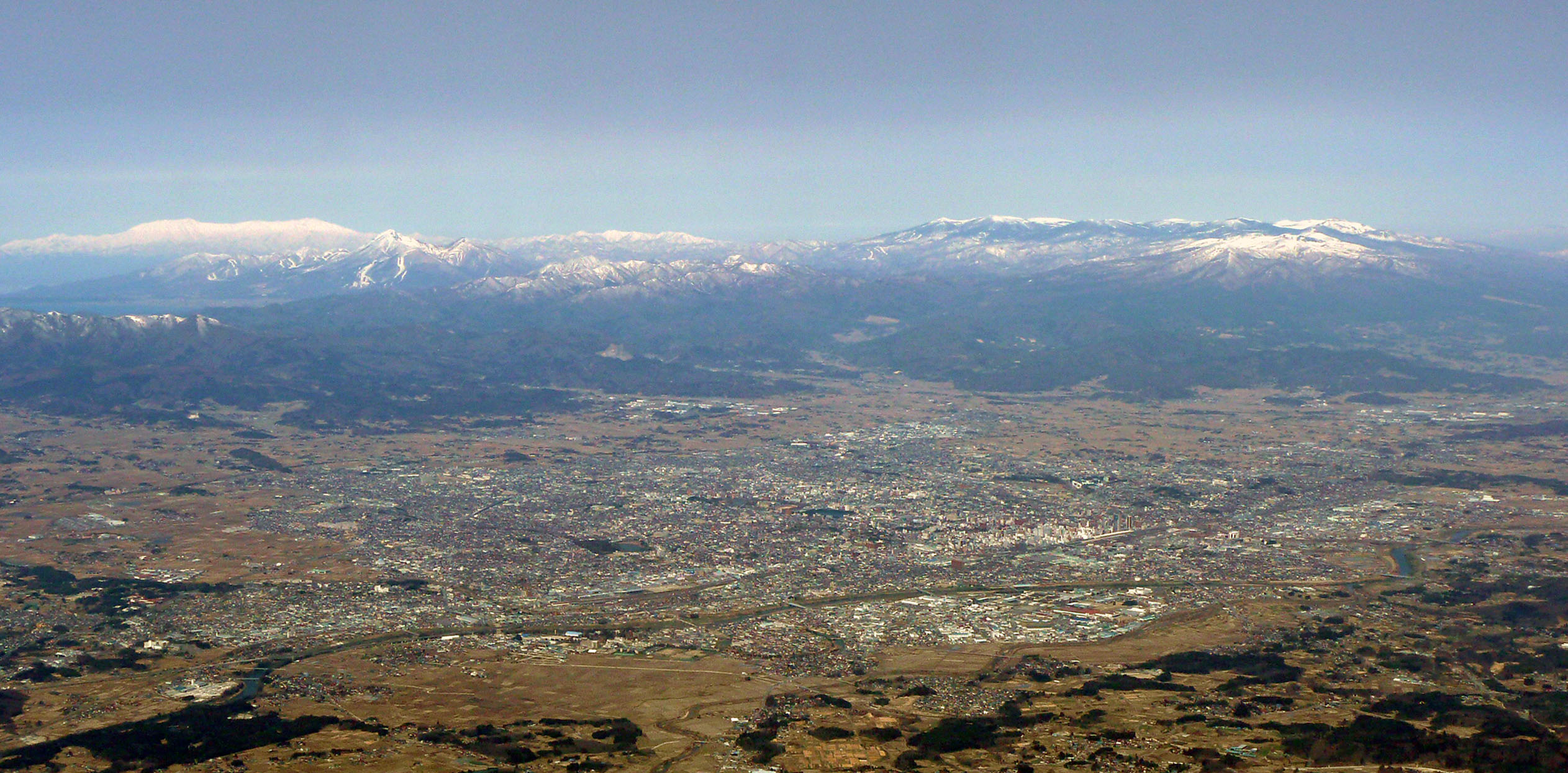
Południowy kraniec gór Ōu, na pierwszym planie miasto Kōriyama w dolinie o tej samej nazwie
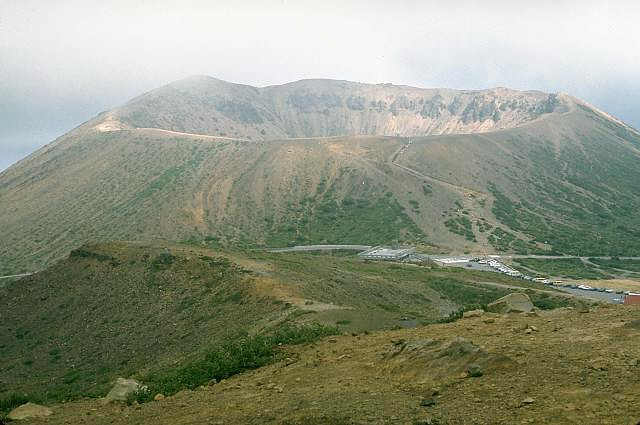
Krater wulkanu Azuma (2035 m)